# 方政
方政（ほう せい、ファン・ヂョン、1966年10月14日 - ）は、中華人民共和国のアスリート、民主活動家。

## 人物
1966年、中国安徽省合肥市生まれ。1989年、北京体育学院（現北京体育大学）卒業。同年6月4日北京時間午前6時、女学生を助ける際に中国人民解放軍の戦車に両足を踏み潰された。1992年、中華人民共和国全国残疾人運動会では、やり投げと円盤投げで優勝し、北京で開催された障害者スポーツの大会である1994年フェスピックの中国代表としての出場資格を得た。しかし、切断障害の原因が六四天安門事件にあり、取材で同事件の話題が出るおそれがあるとされたため、中国政府に拒否された。2009年、アメリカの支援組織「人道中国」の助けで家族とともにアメリカに渡った。